# Петанк
Петанк (на френски: pétanque) е игра с топки, възникнала във Франция в началото на 20 век, но произлизаща от стара провансалска игра, чиито корени са още в 8-9 век. Днес тя е национален спорт на Франция, а също така е много популярна в Белгия, Нидерландия и други европейски страни, както и в бившите френски колонии в Африка, Азия и Полинезия.

## Правила на играта
Петанк се играе на правоъгълна площадка с размери 5 на 15 m и твърда настилка от пясък или сгур. За нея се използват топки от специална метална сплав, които тежат от 600 до 800 g, а диаметърът им е около 70 mm.
Може да се играе индивидуално, по двойки или тройки, като класически се играе по тройки, които може да са мъжки, женски и смесени. Когато се играе индивидуално и по двойки, всеки състезател от отбор има по три топки, а когато се играе по тройки – по две топки.

### Начало на играта
В началото на играта се тегли жребий кой отбор ще започне пръв. Друго правило за определяне реда на хвърляне е, че играта започва този, който е хвърлил най-близо до очертанията на терена (без да го докосва).
Играчът, който започва пръв, чертае кръг в началото на игрището, от където хвърлят всички останали. От него се хвърля едно малко дървено топче, което се нарича кошонет (буквално прасенце). Кошонетът трябва да се хвърли на разстояние минимум 5 метра от началния кръг. Позицията, от която играчите хвърлят, може да се променя по време на играта, след като е минал редът на всички. Трябва да се запази разстоянието от минимум 5 метра между позицията на участниците и кошонета.

### Правила за присъждане на точки
Двата отбора хвърлят топките си, като целта е да се хвърли максимално близко до кошонета. Хвърля винаги този отбор, чието разположение на топките е по-далеч от кошонета. Ако единият отбор е хвърлил много близко до кошонета, то другия може да му удари и измести топката. Може да се удари и самия кошонет, като така се променя местоположението на останалите топки спрямо кошонета.
Когато и двата отбора хвърлят топките си, започват да се броят точките. Всяка топка носи по 1 точка, като точки печели този отбор с топки по-близко до кошонета. Присъждат се толкова точки, колкото топки са най-близо до кошонета в сравнение с най-доброто хвърляне на противника. Играе се дотогава, докато единият отбор набере 13 точки и спечели мача.
Има и индивидуални турнири за избивачи, където от разстояние 6, 7,8 и 9 m се целят топки при наличието на различни препятствия. Това е най-атрактивната дисциплина.

## Световни първенства
Световни първенства по петанк се провеждат от 1959 г. като най-много титли има отборът на Франция. Световни шампиони са ставали също отборите на Швейцария, Испания, Мадагаскар, Монако и други.
През 2005 г. се провежда 41-вото световно първенство в Брюксел, на което дебютира и България.

## Петанк в България
В България официално петанк се играе от 2000 г., като играещите имат и федерация – Българската федерация по петанк. Тя обединява десетина клуба от София, Шабла, Варна, Троян, Раднево и др.
През 2005 се провежда третото републиканско първенство. Титлата на индивидуално печели Невелина Георгиева от Дамския клуб по петанк, на двойки титлата печелят Георги Бърдаров и Юлий Таков от Университетския клуб по петанк, а на тройки шампиони на България стават Христина Йорданова, Юлий Таков и Георги Бърдаров, също от Университетския клуб.

## История на петанката
Древните римляни въвели играта на боча (топчета) в страните, които днес наричаме Франция, Германия и Англия.
Италианците практикуват тази игра със съвсем малки разлики от римляните.
Какво е общото:
Целта на играта на боча, която е известна по света повече във френския си вариант, наречен петанк, е да се хвърли или изтъркаля топчето близо до топчето мишена.
Печели играта играчът или отборът,
който успее да доближи до топчето мишена най-много топчета.
Играта може да се играе индивидуално или между отбори, съставени от двама до четирима играчи.
Най-известният играч на петанк е великият английски корсар -
Франсис Дрейк. За него легендата разказва, че през 1588 г. отказал да започне морска битка с мощната испанска флота
преди да приключи своята игра на петанк.